# Піркей авот
Піркей авот (івр. פרקי אבות, «повчання батьків») — трактат Мішни, що містить морально-етичні посили юдаїзму. Оформлений у стилі добірки афористичних висловлювань єврейських мудреців. Інша назва трактату — «Авот».

## Назва
Деякі інтерпретують назву як «повчання батьків», розуміючи під «батьками» великих книжників давнини (у Танаху «ав» зустрічається у сенсі не тільки «батько», але також «велика, шанована людина»).
Менахем бен Шломо Меїр у своєму вступі до трактату Піркей авот пояснює його назву тим, що тут містяться «Авот єсод» (буквально `батьки основ`), тобто основоположення всієї існуючої мудрості.

## Склад і короткий зміст
Піркей Авот складається з шести розділів.
Перші чотири розділи побудовані за хронологічним принципом, дотримуючись порядку поколінь книжників. В Піркей Авот наводяться висловлювання 63 мудреців Мішни — більше, ніж в будь-якому іншому трактаті Мішни. Перша глава розглядає безперервну передачу Усного закону від Моше до Гілеля і Шамая, тобто до початку епохи Другого Храму. В кінці першого і на початку другого розділу вводиться група мішнайот, що містять висловлювання Насі|несіїм, нащадків Гіллеля — аж до раббі Єгуді ха-Насі (1:18-2:7). З середини другого розділу хронологічний підхід відновлюється — тут йдеться про раббі Йоханан бен Заккай і його учнів, які належать до першого і другого поколінь мішнаїтського періоду (1-2 ст. н. е.). Десять перших мішнайот третього розділу належать законовчителям, більшість з яких діяли в кінці епохи Другого храму, проте в продовженні цієї глави і аж до кінця четвертого розділу знову встановлюється хронологічний підхід — аж до учнів Єхуди ха-Насі і кінця періоду Мішни. П'ята глава містить анонімні вислови, що згруповано за згадуваними в них числах (десять, сім, чотири), наприклад, «Сім якостей у неука і сім — у вченого …» (5:7). Шоста глава — під назвою Кіньян Тора («Набуття Тори») — являє собою Барайту, що містить висловлювання, в яких вихваляється Тора і книжники. Кінець п'ятої глави і вся шоста глава відносяться до періоду, коли редакція Мішни була вже завершена.
Імовірно що Кіньян Тора спочатку була окремим твором і як шостий розділ додана в Піркей Авот у зв'язку зі звичаєм (відомим з епохи Гаон) читати трактат протягом шести Шабат між святами Песах і Шавуот. Виникнення цього звичаю, можливо, пояснюється тим, що Піркей Авот, в якому упор робиться на безперервність традиції Усного закону з часу Моше, був свого роду полемічною відповіддю караїмам, що відкидали Усний закон. У багатьох громадах стало прийнятим читати і вивчати Піркей Авот і в інші суботи, так що трактат став невід'ємною частиною ритуалу і включений у всі молитовники після суботньої Мінхи.

## Особливості Піркей Авот
На відміну від інших трактатів Мішни, Піркей Авот — чисто аггадичний і не містить у собі галахичних матеріалів. По-друге, перші дві глави трактату простежують безперервність передачі традицій від одкровення на горі Синай аж до епохи Танна і таким чином обґрунтовують авторитет Мішни. По-третє, у ньому не просто перераховуються у хронологічному порядку книжники (починаючи з членів Великого собору), що зберегли і передали далі цю традицію, а й наводяться їхні галахічні погляди. Поряд із зазначенням, чиїм учнем був даний законовчитель, в трактаті наводиться його програмне висловлювання, що формулює основоположний принцип або ідею, з якою він звернувся до свого покоління. У сукупності ці принципи лягли в основу фарисейських і танайських шкіл і таким чином стали ядром світогляду та етики юдаїзму. Певною мірою Піркей Авот являє собою продовження літератури мудрості (див. також Притчі Соломонові) і Бен-Сіри Премудрості, однак різко відрізняється від них своїм релігійним характером і духовним осмисленням дійсності. У Піркей Авот в дивно лапідарній формі викладені найглибші положення юдаїзму, наприклад: «Все визначено, але даний і вибір; суд над особою прихильний, але все вирішується відповідно до більшості наших вчинків» (3:15); «Не будьте немов раби, які працюють на пана заради нагороди, але будьте немов раби, які служать пану без користі, і нехай буде страх небесний з вами» (1:3). В Піркей Авот широко використовуються аналогії і метафізичні уподібнення; здебільшого це уподібнення вивчення Тори і виконання міцвот роботі, вивчаючих закон — працівникам, а Бога — господареві. Так, «Рабі Тарфон каже: день короткий, роботи багато, працівники ліниві, плата велика, а Господар квапить» (2:15). Аківа уподібнює посмертну відплату за людські вчинки оплаті боргів: «Все дано під заставу і над усіми хто живе простягнута сітка. Лавка відкрита, і продавець дає в борг, рахунки відкриті і рука записує, і кожен, хто забажає, може взяти в борг, але щодня приходять стягувати борги, і стягують їх з відома чи без відома людини, і стягують з повним на те підставою, і суд — суд праведний, і страви на столі» (3:16).